# مرد عنکبوتی (بازی ویدئویی ۲۰۰۲)
مرد-عنکبوتی یک بازی ویدئویی محصول سال ۲۰۰۲ به سبک اکشن-ماجراجویی بر اساس شخصیت مرد عنکبوتی از مارول کامیکس و همچنین فیلم مرد عنکبوتی است. این بازی توسط تری‌آرک توسعه یافته و به‌وسیلهٔ اکتیویژن برای پلت‌فرم‌های گیم بوی ادونس، گیم‌کیوب، مایکروسافت ویندوز، پلی‌استیشن ۲، و اکس‌باکس منتشر شده‌است. این بازی دارای صحنه‌ها و شخصیت‌های بسیاری است که در فیلم حضور نداشتند. دو سال بعد بازی مرد عنکبوتی ۲ به منظور تبلیغ فیلم دوم منتشر شد. در سال ۲۰۰۷، نیز برای تبلیغ و ترویج انتشار سومین فیلم، بازی مرد عنکبوتی ۳ منتشر شد. توبی مگوایر و ویلم دفو نیز تنها بازیگرانی از فیلم بودند که در این بازی به جای نقش‌هایشان صداگذاری را بر عهده گرفتند.

## داستان
پیتر پارکر (توبی مگوایر) نوجوانی دبیرستانی است که توسط یک عنکبوت آلوده به رادیو اکتیو گزیده می‌شود و قدرت‌های فوق بشری پیدا می‌کند. پیتر به عنوان مرد عنکبوتی در مسابقات کشتی شرکت می‌کند و پیروز می‌شود اما رئیس مسابقات جایزه پیتر را نمی‌دهد و سپس یک سارق پول‌های او را می‌دزدد اما پیتر جلوی آن سارق را نمی‌گیرد و اجازه می‌دهد فرار کند. پیتر متوجه می‌شود که عمو بن کشته شده بنابراین دنبال آن قاتل می‌رود و متوجه می‌شود قاتل، همان فردی است که او اجازه داد تا فرار کند و در نهایت، قاتل از پنجره بیرون می‌افتد و می‌میرد. در همین حال دانشمندی به نام نورمن آزبورن (ویلم دفو) به دنبال آزمایش یک گاز بر روی خودش است. در همین حال شوکر و کرکس از بانک سرقت می‌کنند و جدا از هم فرار می‌کنند و سپس مرد عنکبوتی، شوکر را در فاضلاب و ایستگاه مترو تعقیب می‌کند و طی نبردی او را شکست می‌دهد. بنابراین، شوکر محل کرکس را به مرد عنکبوتی می‌گوید اما کرکس قبل از رسیدن مرد عنکبوتی، فرار می‌کند. نورمن آزبورن از آسکورپ اخراج می‌شود و سپس سرم را روی خودش آزمایش می‌کند و به گرین گابلین تبدیل می‌شود، بعد از آن، به مراسم سالیانه آسکورپ حمله می‌کند. گرین گابلین به مرد عنکبوتی نیز پیشنهاد همکاری می‌دهد اما او قبول نمی‌کند...

## بازتاب‌ها
| گردآورنده  | امتیاز        | امتیاز  | امتیاز      | امتیاز      | امتیاز  |
| گردآورنده  | گیم بوی ادونس | گیم‌کیوب | رایانه شخصی | پلی‌استیشن ۲ | اکس‌باکس |
| ---------- | ------------- | ------- | ----------- | ----------- | ------- |
| گیم‌رنکینگز | 78%           | 76%     | 75%         | 76%         | 78%     |
| متاکریتیک  | ن/م           | 77/100  | 75/100      | 76/100      | 79/100  |

| ناشر                     | امتیاز        | امتیاز  | امتیاز      | امتیاز      | امتیاز  |
| ناشر                     | گیم بوی ادونس | گیم‌کیوب | رایانه شخصی | پلی‌استیشن ۲ | اکس‌باکس |
| ------------------------ | ------------- | ------- | ----------- | ----------- | ------- |
| آل‌گیم                    | [ ۱۰ ]        | ن/م     | ن/م         | [ ۱۱ ]      | [ ۱۲ ]  |
| اج                       | ن/م           | ن/م     | ن/م         | ن/م         | 4/10    |
| الکترونیک گیمینگ مانثلی  | 6.67/10       | 6.5/10  | ن/م         | 6.33/10     | 6.5/10  |
| یوروگیمر                 | 6/10          | ن/م     | ن/م         | ن/م         | ن/م     |
| گیم اینفورمر             | 8.5/10        | 8/10    | ن/م         | 7.75/10     | 8.25/10 |
| گیم‌پرو                   | [ ۲۳ ]        | ن/م     | ن/م         | [ ۲۴ ]      | [ ۲۵ ]  |
| گیم رولیشن               | ن/م           | B       | ن/م         | C+          | B       |
| گیم‌اسپات                 | 7.2/10        | 7.4/10  | 7.5/10      | 7.4/10      | 7.5/10  |
| گیم‌اسپای                 | ن/م           | 76%     | 78%         | 72%         | 80%     |
| گیم‌زون                   | 7/10          | 9.2/10  | 8.3/10      | 9/10        | 8.8/10  |
| آی‌جی‌ان                   | 8.8/10        | 7.6/10  | 8/10        | 8.4/10      | 8.4/10  |
| نینتندو پاور             | 4.1/5         | 4.4/5   | ن/م         | ن/م         | ن/م     |
| اوپی‌ام (ایالات متحده)    | ن/م           | ن/م     | ن/م         | [ ۵۰ ]      | ن/م     |
| اواکس‌ام (ایالات متحده)   | ن/م           | ن/م     | ن/م         | ن/م         | 7.9/10  |
| پی‌سی گیمر (ایالات متحده) | ن/م           | ن/م     | 80%         | ن/م         | ن/م     |